# Penetració (virus)
La penetració és la primera etapa d'infecció en el cicle víric, quan el virus entra en contacte amb la cèl·lula hoste i hi introdueix material víric. Els passos principals de la penetració són presentants més avall. Malgrat la variació entre els virus, els aspectes generals són bastant similars. Tanmateix, els aspectes específics són variats.

## Reduir la proximitat cel·lular
Un virus que flota dins un espai tancat amb cèl·lules hostes potencials es troba davant un gran obstacle, la termodinàmica de la difusió. Com que els objectes amb una càrrega neutra no s'aglomeren de manera natural, el virus ha de trobar una manera d'acostar-se a una cèl·lula hoste. Ho fa per mitjà d'una "unió" – o "absorció" – amb una cèl·lula susceptible; una cèl·lula que presenti un receptor al qual es pugui unir el virus. Els receptors de l'embolcall víric es connecten eficientment a receptors complementaris de la membrana cel·lular. Aquesta unió fa que les dues membranes romanguin a prop l'una de l'altra, afavorint la interacció entre les proteïnes de la seva superfície. Aquest també és el primer requisit que cal satisfer abans que una cèl·lula pugui ser infectada. El compliment d'aquest requisit fa la cèl·lula susceptible. Els virus que presenten aquest comportament inclouen molts virus amb embolcall com ara el VIH, el virus de l'herpes simple, o la grip.
Aquesta idea bàsica s'estén als virus que manquen d'embolcall. Exemples ben estudiats són els virus que infecten els bacteris, coneguts com a bacteriòfags o simplement fags. Tenen unes cues llargues que es poden unir als receptors de la superfície del bacteri.

## Penetració

### Vista general
1. Adhesió o absorció vírica: Receptors de l'embolcall víric es connecten a receptors complementaris de la membrana cel·lular.
2. Fusió amb la membrana o estat d'hemifusió: La membrana cel·lular és punxada i es connecta encara més amb l'embolcall víric, que es desplega.
3. Formació d'un porus d'entrada formation: S'estableix una obertura per a estabilitzar una obertura per la qual puguin entrar les partícules víriques.
4. Penetració vírica: La càpsida o el genoma del virus és injectat dins del citoplasma de la cèl·lula hoste.

### Penetració per fusió amb la membrana
El virus ha d'entrar dins la cèl·lula, que està coberta per una bicapa de fosfolípids, la barrera natural d'una cèl·lula davant del món exterior. El procés pel qual se supera aquesta barrera és variat. L'exemple més conegut és per fusió amb la membrana. En aquest cas, receptors del virus s'uneixen a receptors de la superfície cel·lular, i pot haver-hi receptors que comencin a perforar la membrana cel·lular o a fusionar-se amb la cèl·lula hoste, després del qual es desplega l'embolcall víric. Bàsicament, l'embolcall víric es fon amb la membrana cel·lular, alliberant el seu contingut dins la cèl·lula. Evidentment, això només pot passar amb virus que tinguin un embolcall. En són exemples el VIH, el virus de l'herpes simple o la grip.

## Entrada per endocitosi
Un altre exemple és la provocació de l'endocitosi d'una cèl·lula, en què el virus enganya la cèl·lula perquè es pensi que el virus no és més que un nutrient o un producte inofensiu. Una cèl·lula recull recursos del seu medi de manera natural, i una de les maneres en què ho fa és enganxant els productes a receptors de la superfície i absorbint-los dins seu. Una vegada dins la cèl·lula i dins del vacúol que l'ha absorbit, el virus ha d'escapar-se del vacúol per a accedir al citoplasma. En són exemples el poliovirus, el virus de l'hepatitis C i el virus de la febre aftosa.

### Entrada per injecció de gens
Un tercer exemple més específic és quan el virus simplement s'enganxa a la superfície cel·lular mitjançant receptors de la cèl·lula, i només hi injecta els seus gens, mentre que la resta del virus roman a la superfície. Això només és possible en virus en què només calen els gens per a infectar una cèl·lula (majoritàriament virus ARN monocatenaris de sentit positiu), i està limitat als virus que posen en pràctica aquest mètode. L'exemple més ben estudiat són els bacteriòfags.

## Conseqüències
Un cop el virus es troba dins d'una cèl·lula, inicia la formació de proteïnes (o bé per si sol, o bé utilitzant l'hoste) per a aconseguir el control total de la cèl·lula hoste, si n'és capaç. Els mecanismes de control inclouen l'eliminació de les defenses cel·lulars intrínseques, de la senyalització cel·lular i de la transcripció i traducció de la cèl·lula hoste. Sovint són aquests efectes citotòxics els que causen el declivi i la mort d'una cèl·lula infectada per un virus.
Una cèl·lula és susceptible a un virus si aquest és capaç de penetrar-hi. Després de la introducció de la partícula vírica, el desempaquetament del seu contingut (proteïnes víriques del tegument i el genoma víric en forma d'algun àcid nucleic) té lloc com a preparació per la següent fase de la infecció per virus: la replicació vírica.